# Список призёров летних Олимпийских игр 1908
Ниже представлен список всех призёров летних Олимпийских игр 1908 года, проходивших в Лондоне с 27 апреля по 31 октября 1908 года. В соревнованиях приняли участие 2008 спортсменов (1971 мужчин и 37 женщин) представляющие 22 НОК. Было разыграно 110 комплектов медалей в 22 видах спорта.

## Академическая гребля
| Дисциплина | Золото | Серебро | Бронза |
| Одиночки   | Гарри Блэкстафф (GBR) | Александр Маккаллок (GBR) | Бернард фон Газа (GER) |
| Одиночки   | Гарри Блэкстафф (GBR) | Александр Маккаллок (GBR) | Карой Левицки (HUN) |
| Двойки     | Великобритания · Гордон Томсон · Джон Феннинг | Великобритания · Филипп Вердон · Джордж Фэрбэрн | Канада · Норви Джекс · Фредерик Томс |
| Двойки     | Великобритания · Гордон Томсон · Джон Феннинг | Великобритания · Филипп Вердон · Джордж Фэрбэрн | Германия · Вилли Дюсков · Мартин Штанке |
| Четвёрки   | Великобритания · Джеймс Гиллен · Кольер Кадмор · Дункан Маккиннон · Джон Сомерс-Смит                                                                                                  | Великобритания · Гарольд Баркер · Гордон Томсон · Филипп Филлол · Джон Феннинг                                                                                 | Канада · Гордон Белфор · Беше Гейл · Чарльз Ридди · Джеффри Тейлор                                                                                          |
| Четвёрки   | Великобритания · Джеймс Гиллен · Кольер Кадмор · Дункан Маккиннон · Джон Сомерс-Смит                                                                                                  | Великобритания · Гарольд Баркер · Гордон Томсон · Филипп Филлол · Джон Феннинг                                                                                 | Нидерланды · Йохан Бурк · Альбертус Вилсма · Бернардус Крон · Германнус Хёфте                                                                               |
| Восьмёрки  | Великобритания · Генри Бакнелл · Альберт Гладстон · Чарльз Бёрнелл · Баннер Джонстон · Фредерик Келли · Гай Никаллс · Рональд Сандерсон · Реймонд Этерингтон-Смит · Гилкрист Маклаган | Бельгия · Полидор Вейрман · Франсуа Вергухт · Жорж Мейс · Марсель Моримон · Реми Орбан · Родольф Пома · Оскар де Сомвиль · Оскар Талман · Альфред ван Ландегем | Великобритания · Джон Берн · Генри Голдсмит · Фрэнк Джервуд · Освальд Карвер · Гарольд Кичинг · Эрик Пауэлл · Дуглас Стюарт · Эдвард Уильямс · Ричард Бойль |
| Восьмёрки  | Великобритания · Генри Бакнелл · Альберт Гладстон · Чарльз Бёрнелл · Баннер Джонстон · Фредерик Келли · Гай Никаллс · Рональд Сандерсон · Реймонд Этерингтон-Смит · Гилкрист Маклаган | Бельгия · Полидор Вейрман · Франсуа Вергухт · Жорж Мейс · Марсель Моримон · Реми Орбан · Родольф Пома · Оскар де Сомвиль · Оскар Талман · Альфред ван Ландегем | Канада · Гордон Белфор · Беше Гейл · Уолтер Льюис · Джозеф Райт · Чарльз Ридди · Ирвин Робертсон · Джеффри Тейлор · Юлиус Томсон · Дуглас Кертланд          |

## Бокс
| Дисциплина    | Золото               | Серебро                 | Бронза               |
| До 52,6 кг    | Генри Томас (GBR)    | Джон Кондон (GBR)       | Уильям Уэбб (GBR)    |
| До 57,2 кг    | Ричард Ганн (GBR)    | Чарльз Моррис (GBR)     | Хью Роддин (GBR)     |
| До 63,5 кг    | Фредерик Грейс (GBR) | Фредерик Спиллер (GBR)  | Гарри Джонсон (GBR)  |
| До 71,7 кг    | Джон Дуглас (GBR)    | Реджинальд Бейкер (ANZ) | Уильям Фило (GBR)    |
| Свыше 71,7 кг | Альберт Олдман (GBR) | Сидни Эванс (GBR)       | Фредерик Паркс (GBR) |

## Борьба

### Греко-римская борьба
| Дисциплина    | Золото                   | Серебро                | Бронза                |
| До 66,6 кг    | Энрико Порро (ITA)       | Николай Орлов (RUS)    | Арво Линден (FIN)     |
| До 73,0 кг    | Фритьоф Мортенссон (SWE) | Мауриц Андерссон (SWE) | Андерс Андерсен (DEN) |
| До 93,0 кг    | Вернер Векман (FIN)      | Юрьё Саарела (FIN)     | Карл Йенсен (DEN)     |
| Свыше 93,0 кг | Рихард Вейс (HUN)        | Александр Петров (RUS) | Сёрен Йенсен (DEN)    |

### Вольная борьба
| Дисциплина    | Золото                    | Серебро                   | Бронза                 |
| До 54,0 кг    | Джордж Менерт (USA)       | Уильям Пресс (GBR)        | Обер Коте (CAN)        |
| До 60,3 кг    | Джордж Доул (USA)         | Джон Слим (GBR)           | Уильям Макки (GBR)     |
| До 66,6 кг    | Джордж де Релуискоу (GBR) | Уильям Вуд (GBR)          | Альберт Джингелл (GBR) |
| До 73,0 кг    | Стэнли Бейкон (GBR)       | Джордж де Релуискоу (GBR) | Фредерик Бек (GBR)     |
| Свыше 73,0 кг | Джордж О’Келли (GBR)      | Якоб Гундерсон (NOR)      | Эдвард Барретт (GBR)   |

## Велоспорт
| Дисциплина                    | Золото                                                                               | Серебро                                                                           | Бронза                                                                            |
| 660 ярдов                     | Виктор Джонсон (GBR)                                                                 | Эмиль Деманжель (FRA)                                                             | Карл Ноймер (GER)                                                                 |
| 5000 метров                   | Бенджамин Джонс (GBR)                                                                | Морис Шиль (FRA)                                                                  | Андре Офре (FRA)                                                                  |
| 20 километров                 | Кларенс Кингсбери (GBR)                                                              | Бенджамин Джонс (GBR)                                                             | Жозеф Вербрук (BEL)                                                               |
| 100 километров                | Чарльз Бартлетт (GBR)                                                                | Чарльз Денни (GBR)                                                                | Октав Лапиз (FRA)                                                                 |
| Спринт                        | Не вручались. Ни один из участников финала не выполнил временной лимит — 1:45:00.    | Не вручались. Ни один из участников финала не выполнил временной лимит — 1:45:00. | Не вручались. Ни один из участников финала не выполнил временной лимит — 1:45:00. |
| Тандем                        | Франция · Андре Офре · Морис Шиль                                                    | Великобритания · Гораций Джонсон · Фредерик Хэмлин                                | Великобритания · Колин Брукс · Уолтер Айсэкс                                      |
| Командная гонка преследования | Великобритания · Бенджамин Джонс · Кларенс Кингсбери · Леонард Мередит · Эрнест Пейн | Германия · Макс Гётце · Рудольф Катцер · Герман Мартенс · Карл Ноймер             | Канада · Уильям Андерсон · Фредерик Маккарти · Уильям Мортон · Уолтер Эндрюс      |

## Водное поло
| Дисциплина | Золото | Серебро | Бронза |
| Мужчины    | ВеликобританияДжордж Корнет · Джордж Невинсон · Пол Радмилович · Чарльз Смит · Томас Тулд · Джордж Уилкинсон · Чарльз Форсайт | БельгияВиктор Бойн · Оскар Грегуар · Герман Доннерс · Арман Мейбом · Альбер Мишан · Жозеф Плетинкс · Фернан Фейяртс | ШвецияРоберт Андерссон · Эрик Бергваль · Гуннар Веннерстрём · Торстен Кумфельдт · Аксель Рунстрём · Понтус Хансон · Харальд Юлин |

## Водно-моторный спорт
| Дисциплина        | Золото                                                                 | Серебро | Бронза |
| Открытый класс    | Франция · Эмиль Тюброн · три неизвестных человека                      |         |        |
| Класс до 60 футов | Великобритания · Бернард Редвуд · Томас Торникрофт · Джон Филд-Ричардс |         |        |
| Класс 6,5—8 м     | Великобритания · Бернард Редвуд · Томас Торникрофт · Джон Филд-Ричардс |         |        |

## Жё-де-пом
| Дисциплина | Золото          | Серебро           | Бронза                      |
| Мужчины    | Джей Гулд (USA) | Юстас Майлс (GBR) | Невилл Бульвер-Литтон (GBR) |

## Лякросс
| Дисциплина | Золото | Серебро | Бронза |
| Мужчины    | Канада Патрик Бреннен · Джек Бродерик · Томас Горман · Ричард Дакетт · Фрэнк Диксон · Ангус Диллон · Кларенс Маккерроу · Дэвид Маклеод · Альберт Мара · Джордж Кэмпбелл · Джордж Ренни · Александр Тёрнбалл · Дж. Файон · Генри Хубин · Эрнест Хэмилтон | Великобритания Густав Александер · Дж. Александер · Джордж Баклэнд · Л. Блоки · В. Гибли · Э. Даттон · Эдвард Джонс · Уилфрид Джонсон · Ф. Джонсон · Р. Мартин · Г. Мейсон · Геральд Мейсон · Дж. Маркер-Смит · Хуберт Рэмзи · Чарльз Скотт · Норман Уитли · С. Хэйес · Х. Шоррокс |        |

## Лёгкая атлетика
| Дисциплина                     | Золото                                                                    | Серебро                                                         | Бронза                                                               |
| 100 метров                     | Реджи Уолкер (RSA)                                                        | Джеймс Ректор (USA)                                             | Роберт Керр (CAN)                                                    |
| 200 метров                     | Роберт Керр (CAN)                                                         | Роберт Клауен (USA)                                             | Натаниэль Картмелл (USA)                                             |
| 400 метров                     | Уиндхем Холсуэлл (GBR)                                                    | не вручались                                                    | не вручались                                                         |
| 800 метров                     | Мелвин Шеппард (USA)                                                      | Эмилио Лунги (ITA)                                              | Ханс Браун (GER)                                                     |
| 1500 метров                    | Мелвин Шеппард (USA)                                                      | Гарольд Уилсон (GBR)                                            | Норман Хэллоус (GBR)                                                 |
| 5 миль                         | Эмиль Войт (GBR)                                                          | Эдвард Оуэн (GBR)                                               | Юхан Сванберг (SWE)                                                  |
| Марафон                        | Джон Хейз (USA)                                                           | Чарльз Хефферон (RSA)                                           | Джозеф Форшоу (USA)                                                  |
| 110 метров с барьерами         | Форрест Смитсон (USA)                                                     | Джон Гэррелс (USA)                                              | Артур Шоу (USA)                                                      |
| 400 метров с барьерами         | Чарльз Бэкон (USA)                                                        | Гарри Хиллман (USA)                                             | Леонард Тримир (GBR)                                                 |
| 3200 метров с препятствиями    | Артур Расселл (GBR)                                                       | Артур Робертсон (GBR)                                           | Джон Эйзеле (USA)                                                    |
| Смешанная эстафета             | США · Натаниэль Картмелл · Джон Тейлор · Уильям Хэмилтон · Мелвин Шеппард | Германия · Ганс Айке · Ханс Браун · Артур Гофман · Отто Трилофф | Венгрия · Эдён Бодор · Фридьеш Мезеф-Виснер · Йожеф Надь · Пал Шимон |
| 3 мили среди команд            | Великобритания · Джозеф Дикин · Уильям Коулз · Артур Робертсон            | США · Джордж Бонег · Герберт Труби · Джон Эйзеле                | Франция · Жозеф Дреер · Поль Лизандье · Луи де Флёрак                |
| Ходьба на 3500 метров          | Джордж Лэрнер (GBR)                                                       | Эрнст Уэбб (GBR)                                                | Гарри Керр (ANZ)                                                     |
| Ходьба на 10 миль              | Джордж Лэрнер (GBR)                                                       | Эрнст Уэбб (GBR)                                                | Эдвард Спенсер (GBR)                                                 |
| Прыжки в длину                 | Фрэнк Айронс (USA)                                                        | Дэниел Келли (USA)                                              | Кэлвин Брикер (CAN)                                                  |
| Тройной прыжок                 | Тимоти Ахерн (GBR)                                                        | Гарфилд Макдональд (CAN)                                        | Эдвард Ларсен (NOR)                                                  |
| Прыжки в высоту                | Гарри Портер (USA)                                                        | Жорж Андре (FRA)                                                | не вручалась                                                         |
| Прыжки в высоту                | Гарри Портер (USA)                                                        | Корнелиус Лехи (GBR)                                            | не вручалась                                                         |
| Прыжки в высоту                | Гарри Портер (USA)                                                        | Иштван Шомоди (HUN)                                             | не вручалась                                                         |
| Прыжки с шестом                | Альфред Гилберт (USA)                                                     | не вручалось                                                    | Эдвард Арчибальд (CAN)                                               |
| Прыжки с шестом                | Альфред Гилберт (USA)                                                     | не вручалось                                                    | Чарльз Джекобс (USA)                                                 |
| Прыжки с шестом                | Эдвард Кук (USA)                                                          | не вручалось                                                    |                                                                      |
| Прыжки с шестом                | Бруно Сёдерстрём (SWE)                                                    | не вручалось                                                    |                                                                      |
| Прыжки в длину с места         | Рей Юри (USA)                                                             | Константинос Циклитирас (GRE)                                   | Мартин Шеридан (USA)                                                 |
| Прыжки в высоту с места        | Рей Юри (USA)                                                             | Джон Биллер (USA)                                               | не вручалась                                                         |
| Прыжки в высоту с места        | Рей Юри (USA)                                                             | Константинос Циклитирас (GRE)                                   | не вручалась                                                         |
| Толкание ядра                  | Ральф Роуз (USA)                                                          | Денис Хорган (GBR)                                              | Джон Гэррелс (USA)                                                   |
| Метание диска                  | Мартин Шеридан (USA)                                                      | Мерритт Гиффин (USA)                                            | Билл Хорр (USA)                                                      |
| Метание молота                 | Джон Флэнаган (USA)                                                       | Мэттью Макграт (USA)                                            | Корнелиус Уолш (CAN)                                                 |
| Метание копья                  | Эрик Лемминг (SWE)                                                        | Арне Хальсе (NOR)                                               | Отто Нильссон (SWE)                                                  |
| Метание диска греческим стилем | Мартин Шеридан (USA)                                                      | Билл Хорр (USA)                                                 | Вернер Ярвинен (FIN)                                                 |
| Метание копья вольным стилем   | Эрик Лемминг (SWE)                                                        | Михалис Доризас (GRE)                                           | Арне Хальсе (NOR)                                                    |

## Парусный спорт
| Дисциплина | Золото | Серебро | Бронза                                                                                      |
| 6 метров   | Великобритания · Чарльз Кричтон · Гилберт Лоз · Томас Макмикин | Бельгия · Анри Веваутерс · Леон Уйбрехтс · Луи Уйбрехтс | Франция · Анри Артюс · Луи Потто · Пьер Рабо                                                |
| 7 метров   | Великобритания · Норман Бингли · Ричард Диксон · Фрэнсис Риветт-Кернек · Чарльз Риветт-Кернек                                                                            | |                                                                                             |
| 8 метров   | Великобритания · Артур Вуд · Блэр Кокран · Чарльз Кэмпбелл · Джон Роудз · Генри Саттон                                                                                   | Швеция · Эрик Валлериус · Харальд Валлин · Эрик Сандберг · Эдмунд Турмелен · Карл Хельстрём | Великобритания · Джордж Ретси · Уильям Уорд · Филипп Ханлоук · Альфред Хьюз · Фредерик Хьюз |
| 12 метров  | Великобритания · Джеймс Бантен · Джон Бьюкенен · Томас Глен-Коутс · Дэвид Данлоп · Артур Даунз · Джон Даунз · Джон Макензи · Альберт Мартин · Джеральд Тейт · Джон Эспин | Великобритания · Джеймс Бакстер · Джон Адам Гардинер · Джон Джеллико · Уильям Дэвидсон · Джеймс Кенион · Сесил Макивер · Чарльз Макивер · Колин Маклауд-Робертсон · Джеймс Спенс · Томас Литтлдейл |                                                                                             |

## Перетягивание каната
| Дисциплина | Золото | Серебро | Бронза |
| Мужчины    | Великобритания · Альберт Айртон · Эдвард Барретт · Фредерик Гудфеллоу · Джон Дьюк · Фредерик Мерримен · Эдвин Миллс · Фредерик Хемфрис · Уильям Хайронс · Джон Шеферд | Великобритания · Томас Батлер · Уильям Грегген · Александр Кидд · Джеймс Кларк · Дэниел Маклоуи · Джордж Смит · Томас Суиндлхёрст · Патрик Филбин · Чарльз Фоден | Великобритания · Джеймс Вуджет · Джозеф Доулер · Эрнест Эббидж · Александр Манро · Уильям Слейд · Уолтер Теммес · Т. Уильямс · Томас Хоумвуд · Уолтер Чефф |

## Плавание
| Дисциплина                           | Золото                                                                         | Серебро                                                             | Бронза                                                        |
| 100 метров вольным стилем            | Чарльз Дэниельс США                                                            | Золтан Халмаи Венгрия                                               | Харальд Юлин Швеция                                           |
| 400 метров вольным стилем            | Генри Тейлор Великобритания                                                    | Фрэнк Борепейр Австралазия                                          | Отто Шефф Австрия                                             |
| 1500 метров вольным стилем           | Генри Тейлор Великобритания                                                    | Томас Баттерсби Великобритания                                      | Фрэнк Борепейр Австралазия                                    |
| 100 метров на спине                  | Арно Биберштайн Германия                                                       | Людвиг Дам Дания                                                    | Герберт Хейрснейп Великобритания                              |
| 200 метров брассом                   | Фредерик Холман Великобритания                                                 | Уильям Робинсон Великобритания                                      | Понтус Хансон Швеция                                          |
| Эстафета 4×200 метров вольным стилем | Великобритания · Джон Дербишир · Пол Радмилович · Генри Тейлор · Уильям Фостер | Венгрия · Имре Захар · Йожеф Мунк · Бела Лаш-Торреш · Золтан Халмаи | США · Лео Гудвин · Чарльз Дэниельс · Лесли Рич · Гарри Хебнер |

## Поло
| Дисциплина | Золото                                                                            | Серебро                                                                         | Бронза |
| ---------- | --------------------------------------------------------------------------------- | ------------------------------------------------------------------------------- | ------ |
| Мужчины    | Великобритания · Чарльз Миллер · Джордж Миллер · Петтсон Никаллс · Герберт Уилсон | Великобритания · Уолтер Бакместер · Фредерик Фрик · Уолтер Джонс · Джон Вудхауз |        |
| Мужчины    | Великобритания · Чарльз Миллер · Джордж Миллер · Петтсон Никаллс · Герберт Уилсон | Великобритания · Джон Ллойд · Джон МакКэнн · Перси О’Рейли · Остон Роузерам     |        |

## Прыжки в воду
| Дисциплина | Золото               | Серебро               | Бронза                |
| Трамплин   | Альберт Цюрнер (GER) | Курт Беренс (GER)     | Готтлоб Вальц (GER)   |
| Трамплин   | Альберт Цюрнер (GER) | Курт Беренс (GER)     | Джордж Гайдзик (USA)  |
| Вышка      | Ялмар Юханссон (SWE) | Карл Мальмстрём (SWE) | Арвид Спонгберг (SWE) |

## Регби
| Дисциплина | Золото | Серебро | Бронза |
| Мужчины    | Австралазия · Сидней Миддлтон · Артур Маккейб · Чарльз Макмёртри · Чарльз Расселл · Кристофер Маккиватт · Даниэль Кэрролл · Эммануэль Макартур · Фрэнк Смит · Джон Хиккей · Джамбо Барнетт · Патрик Маккью · Филлип Кармайкл · Роберт Крейг · Томас Гриффен · Томас Ричардс | Великобритания · А. Лоури · А. Уилкокс · Артур Уилсон · Бертрам Соломон · Джон Соломон · К. Маршалл · Э. Джонс · Эдвард Джекетт · Ричард Джекетт · Джон Треваскис · Джеймс Джоус · Джеймс Дейви · Фредерик Дин · Николас Трегурта · Томас Уэдж |        |

## Рэкетс
| Дисциплина       | Золото                                             | Серебро                                       | Бронза                                 |
| Одиночный разряд | Эван Ноэл (GBR)                                    | Генри Лиф (GBR)                               | Джон Джейкоб Астор (GBR)               |
| Одиночный разряд | Эван Ноэл (GBR)                                    | Генри Лиф (GBR)                               | Генри Бруэм (GBR)                      |
| Парный разряд    | Великобритания · Вейн Пеннелл · Джон Джейкоб Астор | Великобритания · Эдмунд Бьюр · Сесил Браунинг | Великобритания · Эван Ноэл · Генри Лиф |

## Спортивная гимнастика
| Дисциплина                | Золото | Серебро | Бронза |
| Индивидуальное первенство | Альберто Бралья Италия | Уолтер Тайсэл Великобритания | Луи Сегюра Франция |
| Командное первенство      | ШвецияКарл Бертильссон · Нильс Видфорс · Карл Винквист · Эрик Гранфельт · Рудольф Дегермарк · Густав Юнссон · Рольф Юнссон · Нильс фон Кантцов · Ялмар Седеркруна · Андреас Кервин · Свен Ландберг · Олле Ланнер · Аксель Люнг · Освальд Муберг · Карл Норберг · Тор Норберг · Эрик Норберг · Аксель Норлинг · Даниэль Норлинг · Ёста Ульсон · Леонард Петерсон · Свен Росен · Густав Русенквист · Карл Свенссон · Биргер Сёрвик · Хакон Сёрвик · Аксель Шёблом · Карл Фолкер · Свен Форсман · Нильс Хеллстен · Гуннар Хёер · Карл Хольмберг · Освальд Хольмберг · Арвид Хольмберг · Карл Хорлеман · Ёста Эсбринк · Хуго Янке · Йохан Яртен | НорвегияАртур Амундсен · Карл Андерсен · Трюгве Бёйсен · Герман Боне · Оскар Бю · Сверре Грёнер · Пер Еспенсен · Оле Иверсен · Эуген Ингебретсен · Сигурд Йоханнессен · Конрад Карлсруд · Николай Киер · Карл Клет · Тор Ларсен · Ханс Лем · Рольф Лефдаль · Андерс Моен · Фритьоф Олсен · Карл Педерсен · Пауль Педерсен · Сигвард Сиверстсен · Йохан Скратос · Харальд Смедвик · Андреас Странд · Олаф Сювертсен · Томас Турстенсен · Харальд Хальворсен · Харальд Хансен · Петтер Холь · Отто Эутен | ФинляндияКарл Вегелиус · Отто Гранстрём · Йохан Кемп · Ийвари Кююкоски · Хейкки Лехмусто · Йохан Линдрот · Ирьё Линко · Эдвард Линна · Матти Маркканен · Каарло Микколаинен · Вели Ниминен · Каарло Паасиа · Аарне Похионен · Арви Похьянпяя · Эйно Раилио · Хейкки Риипинен · Арно Сааринен · Аарне Саловаара · Карл Санделин · Эйнар Саостейн · Элис Сипиля · Виктор Смедс · Каарло Соинио · Курт Стенберг · Вяинё Тиири · Эйно Форсстрём |

## Стрельба
| Дисциплина                                           | Золото                                                                                                 | Серебро | Бронза |
| Винтовка, 1000 ярдов                                 | Джошуа Миллнер (GBR)                                                                                   | Келлог Кейси (USA) | Морис Блад (GBR)                                                                                                |
| Винтовка из трёх положений, 300 метров               | Альберт Хельгеруд (NOR)                                                                                | Гарри Саймон (USA) | Оле Сетер (NOR)                                                                                                 |
| Винтовка среди команд, 300 метров                    | Норвегия · Альберт Хельгеруд · Оле Сетер · Гудбран Скаттебё · Олаф Сетер · Юлиус Броте · Эйнар Либерг  | Швеция · Густаф Адольф Юнссон · Пер-Олоф Арвидссон · Аксель Янссон · Густав-Адольф Шёберг · Клас Рундберг · Янне Густафссон | Франция · Леон Джонсон · Эжен Бальм · Андре Парментье · Альбер Куркен · Морис Лекок · Рауль де Бойнь            |
| Армейская винтовка среди команд                      | США · Уильям Льюшнер · Уильям Мартин · Чарльз Уиндер · Келлог Кейси · Иван Истман · Самнер Бенедикт    | Великобритания · Харкурт Оммундсен · Флитвуд Варли · Артур Фалтон · Филип Ричардсон · Уильям Паджетт · Джон Мартин          | Канада · Уильям Смит · Чарльз Кроу · Брюс Уильямс · Дугалд Макайннис · Уильям Исткотт · Гарри Керр              |
| Малокалиберная винтовка лёжа, 50 и 100 ярдов         | Артур Карнелл Великобритания                                                                           | Гарольд Хамби Великобритания                                                                                                | Джордж Барнс Великобритания                                                                                     |
| Малокалиберная винтовка среди команд, 50 и 100 ярдов | Великобритания · Морис Мэттьюс · Гарольд Хамби · Уильям Пимм · Эдвард Эмур                             | Швеция · Вильхельм Карлберг · Франс-Альберт Шартау · Хюбнер фон Хольст · Эрик Карлберг                                      | Франция · Поль Коля · Андре Рего · Леон Лекюйе · Анри Боннефуа                                                  |
| Малокалиберная винтовка, исчезающая мишень, 25 ярдов | Уильям Стайлс Великобритания                                                                           | Гарольд Хокинс Великобритания                                                                                               | Эдвард Эмур Великобритания                                                                                      |
| Малокалиберная винтовка, подвижная мишень, 25 ярдов  | Джон Флеминг Великобритания                                                                            | Морис Мэттьюс Великобритания                                                                                                | Уильям Марсден Великобритания                                                                                   |
| Пистолет, 50 ярдов                                   | Пауль ван Асбрук Бельгия                                                                               | Режиналь Сторм Бельгия | Джеймс Горман США                                                                                               |
| Пистолет среди команд, 50 ярдов                      | США · Джеймс Горман · Ирвинг Калкинс · Джон Диц · Чарльз Экстелл                                       | Бельгия · Пауль ван Асбрук · Режиналь Сторм · Шарль Помье дю Верже · Рене Энгльбер                                          | Великобритания · Джесс Уоллингфорд · Джеффри Коулз · Генри Линч-Стонтон · Уолтер Элликотт                       |
| Трап                                                 | Уолтер Юинг Канада                                                                                     | Джордж Битти Канада | Александр Мондер Великобритания Анастасиос Метаксас Греция                                                      |
| Трап среди команд                                    | Великобритания · Питер Ист · Александр Мондер · Фрэнк Мур · Чарльз Палмер · Джеймс Пайк · Джон Постанс | Канада · Джордж Битти · Уолтер Юинг · Майли Флетчер · Дональд Макмэккон · Джордж Вивиан · Артур Уэстоувер                   | Великобритания · Джон Батт · Гарольд Кризи · Ричард Хаттон · Уильям Моррис · Джеральд Скиннер · Джордж Уайтэкер |
| Подвижная мишень одиночными выстрелами               | Оскар Сван Швеция                                                                                      | Тед Ранкен Великобритания                                                                                                   | Александр Роджерс Великобритания                                                                                |
| Подвижная мишень одиночными выстрелами среди команд  | Швеция · Арвид Кнёппель · Эрнст Роселл · Альфред Сван · Оскар Сван                                     | Великобритания · Уолтер Элликотт · Уильям Лэйн-Джойнт · Чарльз Никс · Тед Ранкен                                            | |
| Подвижная мишень двойными выстрелами                 | Уолтер Уайнэнс США                                                                                     | Тед Ранкен Великобритания                                                                                                   | Оскар Сван Швеция                                                                                               |

## Стрельба из лука

### Мужчины
| Дисциплина            | Золото           | Серебро                     | Бронза                |
| Двойной йоркский круг | Уильям Дод (GBR) | Реджинальд Брукс-Кинг (GBR) | Хенри Ричардсон (USA) |
| Континентальный стиль | Эжен Гризо (FRA) | Луи Верне (FRA)             | Гюстав Кабаре (FRA)   |

### Женщины
| Дисциплина                | Золото             | Серебро         | Бронза                 |
| Двойной национальный круг | Куини Ньюолл (GBR) | Лотти Дод (GBR) | Беатрис Хилл-Лоу (GBR) |

## Теннис

### Мужчины
| Дисциплина                    | Золото                                               | Серебро                                          | Бронза                                               |
| Одиночный разряд              | Джозия Ричи (GBR)                                    | Отто Фройцхайм (GER)                             | Уилберфорс Ивс (GBR)                                 |
| Парный разряд                 | Великобритания · Джордж Гильярд · Реджинальд Дохерти | Великобритания · Джозия Ричи · Джеймс Сесил Парк | Великобритания · Клемент Казале · Чарльз Диксон      |
| Одиночный разряд, в помещении | Артур Гор (GBR)                                      | Джордж Каридия (GBR)                             | Джозия Ричи (GBR)                                    |
| Парный разряд, в помещении    | Великобритания · Артур Гор · Герберт Баррет          | Великобритания · Джордж Каридия · Джордж Саймонд | Великобритания · Вольмар Бустрём · Гуннар Сеттерваль |

### Женщины
| Дисциплина                    | Золото                        | Серебро          | Бронза                  |
| Одиночный разряд              | Доротея Ламберт-Чамберс (GBR) | Дора Бутби (GBR) | Рут Уинч (GBR)          |
| Одиночный разряд, в помещении | Гвендолин Истлейк-Смит (GBR)  | Элис Грин (GBR)  | Мерта Адлерстроле (SWE) |

## Фехтование
| Дисциплина      | Золото | Серебро | Бронза |
| Шпага           | Гастон Алибер (FRA) | Александр Липпманн (FRA)                                                                                               | Эжен Оливье (FRA) |
| Командная шпага | Франция · Гастон Алибер · Анри-Жорж Берже · Шарль Колиньон · Эжен Оливье · Александр Липпманн · Бернар Гравье · Жан Стерн | Великобритания · Эдгар Амфлетт · Чарльз Лиф Дэниелл · Сесил Хейг · Мартин Хольт · Роберт Монтгомери · Эдгар Селигман · | Бельгия · Поль Анспах · Дезире Борен · Фернан Босман · Фердинан Фейерик · Фернан де Монтиньи · Франсуа Ром · Виктор Виллем |
| Сабля           | Йенё Фукс (HUN) | Бела Зулавски (HUN) | Вилем Гоппольд фон Лобсдорф (BOH)                                                                                          |
| Командная сабля | Венгрия · Йенё Фукс · Оскар Герде · Петер Тот · Лайош Веркнер · Дежё Фёльдеш ·                                            | Италия · Марчелло Бертинетти · Риккардо Новак · Абелардо Оливьер · Алессандро Пирцио Бироли · Санте Чеккерини          | Богемия · Властимил Лада-Сазавский · Вилем Гоппольд фон Лобсдорф · Бедржих Схейбал · Ярослав Шоурек-Тучек · Отакар Лада    |

## Фигурное катание
| Дисциплина | Золото | Серебро | Бронза |
|            |        |         |        |
|            |        |         |        |
|            |        |         |        |

## Футбол
| Дисциплина | Золото | Серебро | Бронза |
| Мужчины    | ВеликобританияХорас Бейли · Артур Берри · Вивьен Вудворд · Уолтер Корбетт · Клайд Пернелл · Герберт Смит · Гарольд Стейпли · Фредрик Чепмен · Кеннет Хант · Роберт Хоукс · Гарольд Хардман · | ДанияПетер Андерсен · Харальд Бор · Карл Бухвальд · Вильгельм Вольфхаген · Йоханнес Гандил · Людвиг Дрешер · Кристиан Миддельбё · Аугуст Линдгрен · Нильс Миддельбё · Оскар Норланд · Софус Нильсен · Бьёрн Расмуссен · Харальд Хансен | НидерландыРейнир Беувкес · Кайюс Велкер · Франс де Брёйн Копс · Бок де Корвер · Ян Кок · Мил Мюндт · Луи Оттен · Йопс Реман · Эдю Снетхлаге · Эд Сол · Ян Томе · Карел Хейтинг |

## Хоккей на траве
| Дисциплина | Золото | Серебро | Бронза |
| Мужчины    |        |         |        |